# Sport Lisboa e Benfica (pallacanestro maschile)
Il Basquetebol do Sport Lisboa e Benfica è una società cestistica, parte della polisportiva Benfica, avente sede a Lisbona, in Portogallo. La sezione venne fondata nel 1927, e gioca nel campionato portoghese.
Disputa le partite interne nella Pavilhão Império Bonança.

## Palmarès
- Campionati portoghesi: 31

1940, 1946, 1947, 1961, 1962, 1963, 1964, 1965, 1970, 1975, 1985, 1986, 1987, 1989, 1990, 1991, 1992, 1993, 1994, 1995, 2009, 2010, 2012, 2013, 2014, 2015, 2017, 2022, 2023, 2024, 2025
- Coppa di Portogallo: 23

1946, 1947, 1961, 1964, 1965, 1966, 1968, 1969, 1970, 1972, 1973, 1974, 1981, 1992, 1993, 1994, 1995, 1996, 2014, 2015, 2016, 2017, 2023
- Supercoppe del Portogallo: 15

1985, 1989, 1991, 1994, 1995, 1996, 1998, 2009, 2010, 2012, 2013, 2014, 2015, 2017, 2023
- Coppe di Lega portoghesi / Copa Hugo dos Santos: 13

1990, 1991, 1993, 1994, 1995, 1996, 2011, 2013, 2014, 2015, 2017, 2018, 2024
- Trofeo António Pratas: 6

2008, 2009, 2012, 2013, 2015, 2016
- Supertaça Compal: 1

2010